# Barchu
Barchu (hebräisch בָּרְכוּ [אֶת ה' הַמְּבֹרָך]ְ; deutsch „Segnet [Gott, den gesegnet werdenden]“) ist ein jüdischer Segensspruch und Teil von zwei Tagesgebeten.

## Beschreibung
Barchu ist das erste Wort und der Titel des jüdischen Segensspruchs. Barchu wird vor dem Segen für das Schma Jisrael des Schacharit und Maariv und während der Toralesung vorgetragen. Der Spruch besteht aus dem Ruf des Vorbeters (auch Chasan genannt): „Segnet Gott, den gesegnet werdenden!“ Und die Gemeinde antwortet: „Gesegnet sei Gott, der gesegnet werdende, in aller Ewigkeit.“ Der Vorbeter wiederholt dann die Antwort der Gemeinde und fährt fort.

## Text und Übersetzung
| \| בָּרְכוּ אֶת יְהוָֹה הַמְברָךְ בָּרוּךְ יְהוָֹה הַמְברָךְ לְעולָם וָעֶד בָּרוּךְ אַתָּה יְהוָֹה אֱלֹהֵינוּ מֶלֶךְ הָעוֹלָם, יוֹצֵר אוֹר וּבוֹרֵא חֹשֶׁךְ, עֹשֶׂה שָׁלוֹם וּבוֹרֵא אֶת הַכֹּל: \| “ \| | „Segnet Gott, den gesegnet werdenden: Gesegnet sei Gott, der gesegnet werdende, in aller Ewigkeit. Gesegnet seist Du, Gott unser Gott, König der Welt, Bildner des Lichtes und Schöpfer der Finsternis, der Frieden gestaltet und schafft das All.“ |
| | Quelle: Samson Raphael Hirsch: Siddûr tefillôt Yiśrāʾēl, Israels Gebete, (סדור תפלות ישראל). |
| בָּרְכוּ אֶת יְהוָֹה הַמְברָךְ בָּרוּךְ יְהוָֹה הַמְברָךְ לְעולָם וָעֶד בָּרוּךְ אַתָּה יְהוָֹה אֱלֹהֵינוּ מֶלֶךְ הָעוֹלָם, יוֹצֵר אוֹר וּבוֹרֵא חֹשֶׁךְ, עֹשֶׂה שָׁלוֹם וּבוֹרֵא אֶת הַכֹּל:            | “ |